# Судомеріцький потік
Судомеріцький Потік (словац. Sudomerický potok) — річка на кордоні Словаччини і Чехії, ліва притока Радейовки, протікає в окрузі Годонін.
Довжина — 14 км; з того 9 км — словацько-чеський кордон.
Витікає з масиву Білі Карпати на схилі Тлстей гори на висоті 420 метрів.
Впадає у Радейовку біля села Судомержіце на висоті 163.3 метра.